# Sharvaraz

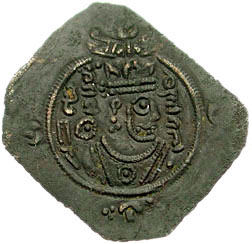
Moneda de Sharvaraz

Sharvaraz, cuyo nombre real era Farrokhan (†9 de junio de 630), fue general y vigésimo quinto monarca sasánida.

## General
Durante el reinado de Cosroes II (590-628) comandó el ejército persa como general, obteniendo el título de Sharvaraz (literalmente Jabalí del Imperio), que obtuvo como apodo. Este hecho atestigua su destreza en el campo de batalla, pues el jabalí se asociaba con la victoria.
Durante sus campañas conquistó las ciudades de Damasco (en el 613) y Jerusalén (en el 614), entonces bizantinas, obteniendo además la Vera Cruz. Sin embargo, durante la guerra entre Heraclio (610-641) y los persas en la década de los 620, nació y creció una mutua suspicacia entre el general y Cosroes II. Los espías bizantinos mostraron a Sharvaraz varias cartas que demostraban que Cosroes II planeaba asesinarle. Sharvaraz abandonó el ejército durante la guerra, y sin sus estrategias se aceleró la derrota persa, obteniendo la victoria el Imperio romano de Oriente.

## Rey sasánida
Tras la derrota persa Sharvaraz participó activamente de las conspiraciones en torno al trono. Cosroes II era partidario de no rendirse a Heraclio, y por ello fue asesinado. El 27 de abril del 630 Sharvaraz mató al nuevo rey, un niño que apenas llevaba dieciocho meses en el trono, llamado Ardacher III (628-630), convirtiéndose en el vigésimo quinto rey sasánida. Firmó la paz, por la que se le devolvían a los bizantinos todas las tierras conquistadas en la guerra, además de la Vera Cruz.
En abril del 630 fue apresado por la coalición de jázaros y köktürks (en turco, Celestes) que conquistaron Armenia. Poco después, el 9 de junio, fue asesinado.